# Революционная улица (Тверь)
Революцио́нная улица — небольшая улица в Центральном районе Твери. Находится в исторической части города Затьмачье.

## Расположение
Революционная улица начинается от набережной реки Тьмаки и улицы Ефимова, продолжается в юго-западном направлении. Пересекает улицу Дмитрия Донского и упирается в переулок Трудолюбия.
Общая протяжённость Революционной улицы составляет 450 метров.

## История
Революционная улица появилась во время регулярной планировки района Затьмачье в 1770-х годах. Начиналась от набережной реки Тьмаки, заканчивалась тупиком у Головинского вала за Троицким переулком. Изначально называлась Борисовой улицей. Происхождение названия не установлено, возможно, было образовано по фамилии кого-то из проживавших на ней. В середине XIX века стала носить название 1-я Покровская по расположенному рядом Храму Покрова Пресвятой Богородицы.
Застраивалась одноэтажными деревянными, позднее также каменными домами.
В начале XIX века в начале чётной стороны было построено здание школы имени Николая Гоголя. В 1919 году советские власти переименовали 2-ю Покровскую улицу в Революционную.
В 1938 году внутри квартала на месте огородов домов № 22 и 24 был построен детский сад. В конце 1950-х годов в конце улицы были построены два кирпичных двухэтажных жилых дома, № 29 и 29а. В 1990-х годах был построен дом № 1а.

## Здания и сооружения
Здания и сооружения улицы, являющиеся объектами культурного наследия:
- Дом 12  памятник архитектуры — городская усадьба с хозпостройками, середина XIX века.
- Дом 18  памятник архитектуры — дом жилой, 2-я половина XIX века.
- Дом 26  памятник архитектуры — дом жилой, 1-я половина XIX века.